# Juan Plazaola
Juan Plazaola Artola, S.J. (21 de enero de 1919 en San Sebastián-21 de mayo de 2005 en San Sebastián) fue un sacerdote jesuita español, filósofo y teólogo centrado en la disciplina de la estética. También ejerció como historiador del arte y profundizó en el estudio de la arquitectura cristiana dedicando una gran parte de su obra a la arquitectura sacra cristiana que surgió en torno al Concilio Vaticano II. 

## Biografía

### Infancia y juventud
Juan Plazaola Artola nació en San Sebastián el 21 de enero de 1919. Su padre Juan José Plazaola Ugalde, nació en Legazpia (Guipúzcoa) y era trabajador de la construcción. Su madre María Juana Artola Jáuregui, nació en un caserío de Astigarraga, población muy cercana a San Sebastián. El matrimonio Plazaola residió en San Sebastián. Tuvieron diez hijos, la primera hija murió tempranamente; el sexto fue Juan.
Los Plazaola tenían fuertes convicciones cristianas que transmitieron a sus hijos; de los nueve hermanos, tres hijas y dos hijos abrazaron el estado religioso. Cabe destacar a Julián, que ingresó en la Orden Hospitalaria de San Juan de Dios y que fue uno de los mártires de la guerra civil española. En 1931, a los doce años, Juan decide entregarse a Dios y se interesa por la Compañía de Jesús. Ese mismo año empieza los estudios de bachillerato en Javier (Navarra) y el 2 de noviembre de 1936 ingresa en la Compañía. 
El 21 de mayo de 2005, cuando tenía 86 años, fallece en San Sebastián a consecuencia de un cáncer.

### Actividad formativa y académica
Los jesuitas tienen distintas etapas de formación. De 1936 a 1938 realizó su noviciado entre Tournai (Bélgica) y en Loyola (Guipúzcoa) realiza el Juniorado. En 1940 se traslada a Salamanca donde reside un año completando sus estudios. Los tres siguientes años estudió en Colegio Máximo de Oña (Burgos) un curso de ciencias y dos de filosofía. En 1945 obtiene la licenciatura en Filosofía. Acabada su estancia en Burgos, trabajó en Granada tres años donde hizo su etapa de Magisterio.  En 1948 vuelve a Oña para estudiar teología y, antes de acabar la licenciatura, el 30 de julio de 1951, es ordenado sacerdote en Loyola por Mons. Jaime Font y Andreu. Al año siguiente obtiene el grado de licenciado en Teología. 
Termina su formación en Gandía (Valencia) donde realiza la Tercera Probación (momento en el que se profesan los últimos votos). En 1953 se traslada a París y en 1956 obtiene el doctorado en Letras en la Universidad de la Sorbona con la tesis "Le baron Taylor et les débuts du théâtre romantique".
Un año más tarde y hasta 1963 trabajará como profesor de estudios clásicos en Veruela (Zaragoza), en donde se le encomienda la prefectura de la iglesia y la labor de confesor, ministro de Juniores y profesor. Durante este periodo participa en comisiones de liturgia y es nombrado consultor del departamento de arte sacro del Secretariado Nacional de Liturgia. También ejerce como asesor de la Conferencia Episcopal para el patrimonio cultural. 
Los años sesenta son, para Plazaola, una década de gran actividad académica. Plazaola, preocupado por las reticencias del clero en utilizar el arte moderno en la Iglesia escribe en 1961 algunos artículos sobre la arquitectura, la comprensión del arte moderno, la libertad del artista y la autoridad de la Iglesia. Son puntos de interés para él además de objeto de debate dentro de la Iglesia. 
En 1963 ejerce la docencia en Salamanca. Su presencia se hace más notable;  entre los artículos de esos años destacan el que escribe en la revista de Ideas estéticas: «La categoría de lo sacro y su expresión plástica». Asimismo se involucra en la puesta en marcha de la revista Reseña.
En 1965, año de clausura del Concilio Vaticano II, en la revista Sal terrae publica una separata titulada «Distribución espacial del santuario». En este mismo año, Plazaola, escribe su obra más conocida: «El arte sacro actual: estudio, panorama, documentos». Dos obras de especial interés.
Fue rector del centro de Humanidades de la Compañía de Jesús en Salamanca (1966-68). Desde 1969 hasta 1974 es profesor de Estética en la facultad de Filosofía de la Universidad de Deusto en el campus de Bilbao. Durante estos años, Plazaola sigue profundizando en la estética y en la historia del arte. En 1973 escribe un libro titulado El futuro del arte sacro, y uno de sus manuales de estética, Introducción a la estética. Historia, teoría y textos, que se reeditará en los noventa. Un año después, se traslada al campus de San Sebastián de la Universidad de Deusto como catedrático de Historia del Arte y decano de la Facultad de Filosofía y Letras en los entonces Estudios Universitarios y Técnicos de Gipuzkoa. Ocupará este cargo hasta el año 1977. 
Durante este periodo Plazaola funda la Revista Mundaiz. Pero sigue su formación académica y en ese mismo año obtiene el doctorado en filosofía en la Universidad Complutense de Madrid, con la tesis La experiencia religiosa y la experiencia estética. Plazaola fue rector del campus de San Sebastián en dos periodos (1977-79 y 1985-89). Junto a la vida académica ocupa puestos de gobierno: desde 1979 hasta 1985 fue superior provincial de la Provincia jesuítica de Loyola y Vicerrector de la Universidad de Deusto.
Durante su periodo de docencia escribe numerosos artículos en distintas revistas de arte y literatura, como Razón y fe, Hechos y dichos, Ars sacra, Ondare, Arquitectura religiosa actual (ARA) y Revista nacional de arquitectura.

### Reconocimientos académicos
Entre sus reconocimientos académicos podemos destacar algunos: ha sido profesor invitado en la Universidad Andrés Bello (Caracas), en la Universidad Iberoamericana o de San Ignacio de Loyola, (México) y en la Universidad de Alcalá de Henares (Madrid). Además fue Académico correspondiente de la Real Academia de Bellas Artes de Santa Isabel de Hungría (Sevilla). En 1992 es nombrado Catedrático emérito de la Universidad de Deusto y un año después funda el Instituto Ignacio de Loyola, vinculado a la Universidad de Deusto, con sede en San Sebastián. En el año 1998 recibe el premio Humanidades y ciencias sociales de Eusko Ikaskuntza.

## Sus obras

### Arte sacro actual (1965-2006)
En una visión general de las obras de Plazaola, observamos tres tipos de escritos en cuanto al público: libros especializados, libros de divulgación y, por último, artículos académicos que abordan varios temas, que en su gran mayoría retoman los libros especializados y publicados con anterioridad. Plazaola ha trabajado en áreas muy determinadas, pudiendo dividir sus obras en dos grupos temáticos: historia del arte sacro y estudios sobre estética. Se puede considerar como tercer grupo sus estudios sobre arte vasco.
En una presentación cronológica de sus libros, vemos en primer lugar su obra más conocida y ubicada en el grupo de historia del arte, titulado El arte sacro actual. Teoría, Panorama, Documentos, publicado en 1965. El autor en el inicio del prólogo manifiesta la intención y objetivo del libro:
«No he querido hacer un libro original, sino un libro útil. Sobre el terreno, hoy tan problemático, del arte religioso actúan, como es sabido, tres fuentes: el artista, el clero, el pueblo. Con este libro intento que estos tres frentes aprendan a parlamentar, y, poniéndose cada uno en el punto de vista de los otros dos, alcancen todos un conocimiento más completo y más profundo de la verdad». 
Esta obra tiene una nueva edición póstuma (2006). La nueva edición no ha variado su objetivo y así lo vuelve a ratificar en el prólogo de la nueva edición: «colaborar a la restauración del arte sacro en nuestro tiempo, procurando una aproximación de posturas de los tres frentes que normalmente están implicados en la situación: los artistas, el clero y la sociedad cristiana».  Ambas ediciones tratan en primer lugar temas relacionados con la teoría del arte (el artista, el arte sacro, la historia del templo cristiano, etc.) para ir descendiendo a temas más técnicos (luz, acústica, sonido, etc.) Plazaola defiende en este libro que para edificar una nueva iglesia no se puede ser ajeno a la historia del templo cristiano, su simbolismo y su sentido. Aborda también el tema controvertido del arte abstracto que se encuentra entre la imagen representativa y el signo de carácter simbólico. Ambas ediciones acaban con una recopilación de numerosos documentos de los Padres y del Magisterio a lo largo de los siglos. 
En esta primera obra, y la más conocida de Plazaola, se observa ya una característica que acompañará a toda la obra del jesuita: un claro fin pedagógico, ya sea dirigido a especialistas o a un público más general. Cabe señalar la importancia de este libro ya que la mayoría de los artículos escritos por Plazaola, sobre el arte sacro, están relacionados directamente con esta obra.

### Otras obras
Tras esta primera obra, nuestro autor publica El futuro del arte sacro (1973), libro de carácter divulgativo en el que, tras una introducción teórica sobre el concepto de espacio sagrado, entra a valorar varios proyectos de iglesias más significativas del arte moderno en esa época. 
En 1978 publica un ensayo titulado: El arte y el hombre de hoy. Apuntes para una filosofía del arte contemporáneo. Esta obra está dirigida a un público especializado y su objetivo es «sugerir concomitancias y relaciones funcionales entre el arte y los restantes distritos de la cultura contemporánea». 
En él hace una explicación de la situación actual del arte para después hacer un diagnóstico y finalizar con un pronóstico del futuro del arte: «a nuestro alrededor sólo vemos una belleza y un arte en estado de hibernación. Esta agonía cultural, en este final del siglo XX, es también el marchitamiento de una belleza que creyó poder florecer sobre la tumba de Dios». La relación entre el arte y Dios es una constante en su obra a lo largo de su vida.  
Otra obra importante es su manual titulado Introducción a la estética. Historia, teoría, textos. Fue publicado por primera vez en 1973 pero su versión revisada y actualizada es de 1991. El libro busca ser una iniciación general a las cuestiones estéticas. Es considerado un manual clásico de Estética. Se divide en dos partes, la primera es de carácter histórico, y la segunda es una exposición sistemática en doce capítulos que combina la teoría de la estética acompañada de textos seleccionados de varios autores a fin de ilustrar la explicación.
En 1996 publica Historia y sentido del arte cristiano. Es un compendio que analiza las principales obras y autores cristianos de cada época, abordando a la vez, la razón de ser del arte en el cristianismo. El autor afirma de este libro que es un libro de historia y quiere contribuir «al conocimiento de la significación que ha tenido el arte cristiano en el curso de veinte siglos». Se afirma que es la gran obra que culmina su estudio del arte cristiano.
Hay otros dos libros con un contenido muy similar a su obra de 1996 arriba citada. En primer lugar encontramos Historia del arte cristiano, que presenta el libro anterior en forma de manual. Este libro, mucho más breve, desarrolla la historia del arte sin añadir tantos textos y buscando una forma más pedagógica en su exposición y desarrollo. El otro libro es Razón y sentido del arte cristiano publicado en 1998 y corresponde a la publicación de la Universidad de Deusto Cuadernos de Teología Deusto que su fin es difundir con rigor y a la vez de forma accesible a un amplio público temas de la teología actual. En este breve libro Plazaola hace unas reflexiones sobre el patrimonio histórico-artístico de la Iglesia.
Un libro que ha tenido cierta difusión es Arte e Iglesia. Se enmarca dentro de los libros de carácter divulgativo. El libro está estructurado en cuatro partes: teoría sobre la sacralidad cristiana y sentido del arte sagrado para los cristianos (culto e iconografía); sobre la arquitectura cristiana; la iconografía; y el encuentro de la Iglesia con los artistas. Este libro trata de la relación, a veces conflictiva, entre el artista y la Iglesia. No es un libro de una gran profundidad pero nos da las líneas generales del pensamiento de Plazaola en estas ideas.
En el año de su muerte (2005) se publica un tomo de la colección La Enciclopedia Emblemática. El lenguaje del artista, que Plazaola redactó pero no pudo ver publicado. Es una obra que se enmarca dentro de sus obras más divulgativas y tiene un carácter claramente pedagógico. En el que se desarrolla los principios del arte en general para descender después al lenguaje de la pintura, la escultura y la arquitectura en particular.

## Filosofía del arte

### Arte y trascendencia
Como sucede con los grandes conceptos antropológicos, también el arte se resiste a ser encerrado en una definición simple, sobre todo como hace Plazaola al afirmar: «de él se han dado tantas definiciones que hemos perdido la esperanza de llegar a un concepto generalizado. Los especialistas de la Estética y del Arte hoy han desistido de todo intento de definir el arte».
Plazaola, en líneas generales, entiende el arte como la capacidad humana de representar plásticamente la realidad desde el punto de vista del artista: «la capacidad creadora es, en el orden natural, uno de los más altos dones que Dios concede a un hombre». 
De este modo, vincula la capacidad artística con Dios, como autor que hace participar a otros de ese don. 
Como producto humano y cultural, el arte ha ido evolucionando. Hay dos puntos de inflexión en su historia, que además, están relacionados: en primer lugar, la Ilustración y, en segundo lugar, el Modernismo, como antesala del arte moderno y que dio lugar a la pérdida progresiva del sentido trascendente de la obra artística y de su valor mistérico con repercusiones en el arte cristiano.  
En efecto, para Plazaola, el arte tiene un carácter mistérico y una referencia necesaria a Dios. Plazaola repite con cierta frecuencia que la obra artística verdadera no agota la realidad sino que, el artista, plasma parcialmente aquello que ve, especialmente cuando nos referimos al arte religioso.
La experiencia religiosa aporta al arte la capacidad de abrir puertas inaccesibles sin la fe. Desafortunadamente el arte de principios del siglo XX ha venido a ser un sustituto de la religión y se han servido de él como un medio de conquista del más allá sin contar con Dios.
Plazaola está convencido de que el verdadero arte es una actividad por la que el hombre busca traspasar los límites del espacio y del tiempo, así como de su propia condición humana. El arte y la trascendencia no se pueden separar; un arte auténtico no puede declararse ateo: «La armonía del mundo, el secreto que anida en todos las cosas, toda esa belleza que solicita el alma del artista, ¿qué es sino testimonio de la unidad del plan creador? Los artistas, en su mayoría, confiesan el sentimiento de algo sagrado y trascendente que les habita en el instante excepcional».
Advierte Plazaola que en la inspiración artística hay cierta revelación mística —de unión—, se experimenta el presentimiento de un mundo desconocido que la creación artística es capaz de desvelar parcialmente. En fin, no puede darse un verdadero arte sin Dios. 

### Causas de la pérdida de trascendencia
El concepto de trascendencia utilizado por Plazaola y referido al arte en general puede entenderse como su capacidad de conducirnos a realidades que van más allá de lo puramente representado; el caso del arte sacro esta significación apunta a Dios o a realidades divinas. Existen para él dos causas para argumentar la separación de Dios y el arte: el individualismo artístico, que lleva a la subjetividad incapaz de hacer comprensible la interioridad, y el secularismo de la sociedad potenciada por la Ilustración.
En efecto, el subjetivismo artístico, imperante en el arte moderno y el arte contemporáneo, surge a partir del siglo XIX. Hasta entonces, el arte estaba dominado por el respeto al objeto. Esto suponía que «esa realidad que percibimos con los ojos, o más exactamente, como creemos percibirla, se imponía siempre como valor insustituible». Lo que hacía que hubiera distintos estilos no era la desfiguración del objeto, sino la percepción que el artista tenía del mismo. 
Plazaola explica este fenómeno mediante el binomio Contenido y Forma del siguiente modo: durante dieciocho siglos en el arte ha dominado el contenido y por eso a las artes se les llamaba figurativas: hay un contenido que las formas y figuras deben respetar. A finales del siglo XIX acaece un cambio y la Forma se erigió como principal agente, hecho que supuso que el contenido perdiera su valor, hasta el punto de casi desaparecer, y en muchos casos llegando a la abstracción o no-figuración. Nuestro autor sitúa el inicio del arte abstracto en el periodo en el que los artistas abandonaron la representación de la naturaleza; la naturaleza en el arte siempre se ha entendido como creación de Dios y su representación en el arte se ha visto —así lo ve nuestro autor— como un reflejo de la huella de Dios en la creación. Al apartar lo natural en el arte, se estaba apartando al Creador; así pues, aunque fuera indirectamente, se produjo un rechazo de Dios y, por parte del artista, un olvido de su condición de criatura: se erige a sí mismo como creador que impone su concepto individual de belleza.
Al apartar a Dios, se produce necesariamente una pérdida de las coordenadas propias del arte y como consecuencia, éste deviene en un arte efímero en cuanto que responde a una situación o estado de ánimo pasajero que solo el propio artista entiende.
«Antiguamente el artista no necesitaba dar explicaciones sobre su obra. Hoy, al contrario, críticos y profesionales de medios de comunicación están constantemente a la búsqueda de claves que les ayuden a descifrar las obras de arte contemporáneo»
Plazaola sostiene que toda obra de arte, en cuanto tal, debe ser un reflejo de la gloria de Dios, ya que es una expresión del misterio personal del hombre. En lo más profundo del hombre siempre se encuentra a Dios. En definitiva, la forma artística es un destello del resplandor divino, un anticipo del goce futuro.

## Arquitectura sagrada

### Función y sentido del edificio sagrado
Al hablar del templo cristiano, Plazaola inicia su argumentación citando el Antiguo Testamento y en concreto el pasaje de Is 56, 7 («Mi casa será llamada casa de oración para todos los pueblos») al que se refiere Jesús al hablar de la destrucción del templo (Mt 21,13). Nuestro autor remarca que el templo será destruido y no habrá otro hecho por manos de hombres como dice el Evangelio (Mc 14,58): porque el nuevo templo será el cuerpo de Cristo resucitado. Así pues, para hacerse una idea exacta de lo que debe ser un lugar de culto cristiano se debe desechar la idea de templo del Antiguo Testamento. De hecho, los cristianos optaron por utilizar el término ecclesia que significa asamblea. Louis Bouyer —citado por Plazaola y que sostiene la misma tesis— afirma que: «la iglesia cristiana no es más que una sinagoga evolucionada». En fin, nada tiene de parecido la iglesia cristiana con el templo pagano, ni con el templo judío, sino con la sinagoga que significa también asamblea. Desde la historia de la arquitectura sagrada se constata un hecho y es que la primitiva liturgia cristiana se inició en las domus ecclesiae, es decir, en las casas de los cristianos. No sería hasta la posterior expansión del cristianismo —especialmente, con la paz constantiniana en el siglo IV—, cuando se fueron sustituyendo las casas por grandes edificios (basílicas) que dieron lugar propiamente a una arquitectura cristiana. Lo dicho hasta ahora plantea a Plazaola la pregunta por la necesidad de construir templos y sobre el sentido de la iglesia-edificio para un cristiano. 
El edificio debe estar dispuesto de tal forma que esa reunión se realice de forma adecuada y todos puedan realizar su función propia dentro de la liturgia; de este modo, no tiene sentido hablar de un estilo arquitectónico cristiano, ni de un estilo sagrado cuando lo esencial es la reunión.
«El elemento personal es todo en el culto cristiano. El elemento espacial y material no tiene ningún valor sino por referencia a esas personas reunidas para realizar una función sagrada. Yerra el arquitecto cuando hace una iglesia que resulta más bella cuando está vacía que cuando está llena».
Por tanto, sabiendo que no cabe hablar de un estilo propio cristiano, nos podríamos plantear la cuestión de cuál es el modelo para la construcción de una iglesia o cuáles son los parámetros irrenunciables. Plazaola considera que primero es la naturaleza propia del edificio sagrado y su historia; y advierte:«no debieran [los arquitectos de iglesias] resolverse a la construcción de una iglesia sin adquirir, a la luz de un examen histórico de su primitiva función, un claro conocimiento de lo que ella es».
Plazaola considera el edificio sagrado como una concreción material de la idea de comunidad, es decir, un signo visible de esa comunidad reunida. En el cristianismo, Dios habita en el interior de cada bautizado. La asamblea de cristianos, en un lugar concreto, hace que Dios esté de una forma más intensa en ese espacio. Plazaola advierte también que no solo difiere el concepto de templo, sino también el sentido de la asamblea pagana que es distinta de la asamblea cristiana. La primera se reúne para dar culto a Dios presente en el templo, en cambio, la segunda, se reúne convocada por Cristo estando Él mismo en el interior de cada cristiano.
En definitiva, para el cristiano Dios no habita in templis manufactis (templo fabricado) (Act 17,24), sino que el hombre mismo, es el templo de Dios que tiene como modelo la humanidad de Cristo, el nuevo templo: «Cristo quiso decir que Él era el nuevo templo, y este pensamiento quedó simbólicamente proclamado cuando, en el momento de su muerte, el velo del templo se rasgó. Aquel templo de piedra estaba de sobra y podía ser execrado, porque ahora se inmolaba una nueva víctima y se inauguraba un nuevo templo».
Por consiguiente, para Plazaola, la iglesia considerada como edificio espiritual es fundamental para comprender el sentido que tiene el templo cristiano. Plazaola pone énfasis en afirmar que casa de Dios es, pues, ante todo, comunidad misma;  el edificio físico es la determinación material de la comunidad. El edificio cerrado, que conforma la iglesia, es un símbolo de la asamblea de convocados. Es decir, esta asamblea, no se reúne por voluntad propia, sino que, han sido llamados. La arquitectura cristiana moderna, dice Plazaola, está condicionada por tres factores principales: la técnica, la liturgia y la pastoral. 

### Tradición e innovación en el espacio sagrado
Plazaola, observa que en la arquitectura moderna y arquitectura contemporánea hay dos vertientes: por un lado, la libertad del artista, y por otro lado, la libertad que ofrecen los nuevos materiales. En la antigüedad era difícil distinguir entre el artista y el artesano. Plazaola advierte que «nadie edificaba para su propia fama, sino para el servicio de la sociedad y de Dios». 
Antes, dice Plazaola, todas las obras requerían la colaboración de toda la sociedad que hacía suyo el edificio levantado. Pero en nuestro tiempo, con el avance de la técnica, junto con la nueva sensibilidad hacia el arte, el arquitecto se encuentra en un espacio de trabajo casi ilimitado. Solo dos fuerzas pueden reconducir su trabajo hacia lo bello y verdadero, por un lado, la tradición auténtica y, por otro lado, la fantasía creadora del arquitecto: «La tradición, sentida como es, es decir, como espíritu, no como un acervo de formas muertas. Lo mismo el que se refugia en fórmulas pretéritas, entonando ditirambos a la gloriosa arquitectura gótica o barroca, como el que, aceptando materiales y técnicas modernos, queda, con absoluta falta de lógica, inmovilizado en formas antiguas, están de antemano condenados al fracaso».
Los arquitectos de iglesias deben procurar llevar a la perfección una idea y no tanto asombrar. Es decir, el arquitecto debe tener presente que, el edificio que está proyectando tiene una función y un fin muy concreto. Ahora bien, la funcionalidad de una iglesia difiere un tanto de la funcionalidad de un hospital o colegio. La iglesia es un espacio en donde se realiza y desarrolla una liturgia, que es la que verdaderamente ha de asombrar. El edificio, por otra parte, debe acompañar —envolver— y no distorsionar los misterios que en su interior se realizan. La adecuada asimilación, por parte del arquitecto, de estos principios crea en él un vínculo espiritual entre la acción humana (proyección y construcción) y la técnica. Y, en definitiva, sabemos que ese vínculo es la concepción religiosa y trascendente de la vida humana.

### La libertad del artista y la autoridad de la Iglesia
La autonomía del artista es un requisito imprescindible que, para Plazaola —ya en el año 1961— es indiscutible y considera que este hecho es aceptado por una gran mayoría. 
Al hablar de la libertad del artista, Plazaola advierte que cuando se habla de arte sacro no se está hablando de algo exclusivamente subjetivo y aleatorio fruto meramente de los sentimientos de un individuo, sino que, el «mundo de lo sagrado es un mundo de valores objetivos independientes de las resonancias subjetivas que puedan o no acompañar el hecho sagrado». Por un lado, el arte debe llevar a una realidad sobrenatural, y por tanto, debe comprenderse con facilidad la creación artística. Por otro lado, el arte sacro debe tener un carácter evangelizador y de formación. Todos estos valores deben ser aceptados por el artista —afirma Plazaola— el cual, no está obligado a aceptar un encargo de esta índole, pero cuando así suceda, debe asumir aquello que es propio y determinante en el arte sagrado, superando de este modo, sus valoraciones personales. De lo contrario, su obra carecerá de toda la profundidad y sentido propios del arte sagrado. 
El edificio sagrado debe ser casa de oración. La Iglesia tiene el deber grave —además de ser intérprete y maestra— de velar para que las expresiones artísticas utilizadas en el culto sean acordes a la fe y al dogma y lleven a la verdadera piedad. Pero estos principios no deberían atentar contra la autonomía del artista. Dicho de otro modo, quien sabe de arquitectura es el arquitecto, y por tanto, debe tener cierta capacidad de decisión en su trabajo. Así pues, la libertad del artista debe respetarse porque es el verdadero conocedor de las leyes que rigen su especialidad. No obstante, a lo primero hay que añadir que, en la arquitectura cristiana, por ser sacra «tiene también otras normas que el artista debe recibir de la Iglesia». De este modo, Plazaola busca la difícil, pero no imposible, armonía entre libertad de crear y la sujeción a las normas que determinan el arte sacro. Esta idea la explica de la siguiente forma: «Al artista hay que pedirle una obra sincera, reflexiva, concienzuda, noble. Los eclesiásticos tienen derecho a esperar una obra en la que el pueblo cristiano pueda ver la expresión de sus sentimientos; pero no deben exigirle lo que no puede salir de sus sentimientos». Es importante, que el arquitecto llamado a colaborar con la Iglesia en la construcción de un edificio para el culto, sepa qué sentido tiene la obra para la que se le contrata. Por otro lado, la legislación católica sobre el arte sacro no es arbitraria, más bien «es expresión de la libertad que nace del misterio litúrgico (…); sería absurdo y ridículo el retratista que quisiera hacer un retrato sin conocer su modelo». Pero la buena ejecución de un edificio sagrado no reside solamente en un conocimiento exhaustivo de la legislación eclesiástica, que por otro lado, no es muy abundante. 
Para Plazaola, es fundamental encontrar medios para que exista una armonía entre el trabajo de un arquitecto y los intereses de la Iglesia. Esta armonía deseada encuentra su ideal en el artista que tiene fe y vive la fe y por tanto conoce lo que está haciendo y para qué. El artista que tiene fe  asume las verdades cristianas. Para él el culto litúrgico tiene sentido, y no se dará, en principio, ningún conflicto entre la libertad artística —inspiración y facultades creadoras— y la obediencia a las normas. Para el artista creyente «no pueden haber trabas molestas, sino simientes de inspiración creadora, esas verdades dogmáticas, esas directivas rituales, cuya razón íntima ignora el incrédulo o el escéptico, pero sabe, siente y vive como cristiano auténtico». Para el artista cristiano, la tensión entre la ley escrita y el impulso interior, desaparece.

### Conjugar la tradición con la innovación
Tradición e innovación, en la arquitectura sagrada, se encuentran, con mayor evidencia, en oposición. El artista es un creador de formas, pero ha de estar sujeto a unas leyes que definen el arte sacro como hemos visto en el apartado anterior. Plazaola se pregunta si el arquitecto contemporáneo puede realmente crear formas nuevas en sintonía con la arquitectura sagrada. Los artistas y arquitectos, se encuentran influenciados por las corrientes sociales del momento pero, esta circunstancia no determina ni condiciona radicalmente la obra artística de un determinado autor. Hay verdaderamente una acción creativa personal—más o menos evidente—del autor en su obra al margen de las corrientes imperantes del momento. 
«En el arte sacro, el factor social y el elemento tradición son de importancia particular. Por una parte, el artista que trabaja para el templo cristiano no puede en ningún momento olvidar que su obra se ordena a hacer más sensible a los ojos de la comunidad la eterna verdad de la liturgia, que el edificio que él levanta tiene una rigurosa función colectiva. El arquitecto no construye para sí, sino para Dios y para la sociedad cristiana. Ha de tener, pues, más presentes las aspiraciones y exigencias de la colectividad y del alma popular, que el gusto propio y los sentimientos personales».
Plazaola, para reforzar esta idea acude a un discurso de Pío XII en el que el Pontífice advierte de algunos excesos del arte sacro moderno que, sin ser dañino en sí mismo, debe desarrollarse a la sombra de la tradición viva de la Iglesia. No podemos olvidar, y así lo hemos dicho repetidas veces, que a lo largo de la historia del cristianismo se han ido desarrollando diversos estilos arquitectónicos y artísticos sin conflictos para la fe. Además, también acude al Magisterio de los últimos años para confirmar que la Iglesia respeta la libertad del artista y que no es reacia a aplicar nuevas corrientes artísticas. En definitiva, la «arquitectura sagrada ha de ser fiel a la tradición». Pero por tradición no se entiende repetir formas pasadas sino ser fiel a los principios que regulan el arte sacro sabiendo que «las preposiciones litúrgicas son suficientemente espirituales para dejar libre a la fantasía creadora del arquitecto». Las nuevas construcciones deben regirse por principios teológicos y no estéticos, siendo la celebración de los misterios el punto de partida de la creación del espacio sagrado.

## Ediciones en español
- Plazaola Artola, Juan (1965). El arte sacro actual: estudio, panorama, documentos. Madrid: Biblioteca de Autores Cristianos. ISBN 8479148497.
- Plazaola Artola, Juan (1973). Futuro del arte sacro. Bilbao: Mensajero Bilbao. ISBN 8427106238.
- Plazaola Artola, Juan (1973). Introducción a la Estética: Historia, teoría, textos. Bilbao: Universidad de Deusto. ISBN 978-84-220-0412-7.
- Plazaola Artola, Juan (1998). Razón y sentido del arte cristiano. Bilbao: Universidad de Deusto. ISBN 9788474855517.
- Plazaola Artola, Juan (1999). Estética y vida cristiana. Mexico: Universidad Iberoamericana. ISBN 968-859-345-1.
- Plazaola Artola, Juan (1999). Historia del arte cristiano. Madrid: Biblioteca de Autores Cristianos. ISBN 9788479145095.
- Plazaola Artola, Juan (2001). La Iglesia y el arte. Madrid: Biblioteca de Autores Cristianos. ISBN 9788479145873.
- Plazaola Artola, Juan (2001). Arte e iglesia: veinte siglos de arquitectura y pintura cristiana. Hondarribia: Nerea. ISBN 9788479142339.
- Plazaola Artola, Juan (2003). Modelos y teorías de la historia del arte. Madrid: Universidad de Deusto. ISBN 9788474858563.
- Plazaola Artola, Juan (2005). La enciclopedia emblemática V. El lenguaje del artista. Lasare-Oria: Etor-Ostoa. ISBN 9788474858563.
- Plazaola Artola, Juan (2006). Arte sacro actual. Madrid: Biblioteca de Autores Cristianos. ISBN 9788479148492.
- Plazaola Artola, Juan (2007). Introducción a la Estética: Historia, teoría, textos. Bilbao: Universidad de Deusto. ISBN 978-84-9830-100-7.